# Kleszcze Bartona
Kleszcze Bartona – kleszcze położnicze wykorzystywane w przypadku wysokiego poprzecznego ustawienia szwu strzałkowego główki płodu w trakcie porodu przez cięcie cesarskie.

## Budowa
Kleszcze mają dwa ramiona z okienkami, połączone są przesuwaną blokadą. Tylne ramię ma głębokie zakrzywienie na głowę, a przednie wyposażone jest w zawias, który w trakcie użycia wydłuża ramię od trzonu. Najpierw założona na główce płodu jest łyżka tylna, tj. odwrotnie niż w przypadku procedury opisywanej dla porodu drogą pochwową, gdzie przednia łyżka (z zawiasem) jest umieszczana jako pierwsza.

## Wskazania do użycia kleszczy
- zatrzymanie główki płodu w wymiarze poprzecznym na wysokości wchodu miednicy podczas porodu drogą pochwową
- wysokie poprzeczne stanie główki płodu
- stan po kolejnym cięciu cesarskim ze znaczną otyłością matki[3]

## Algorytm założenia kleszczy Bartona
- nacięcie poprzeczne w dolnym odcinku mięśnia macicy
- potwierdzenie poprzecznego ułożenia szwu strzałkowego główki
- prezentacja kleszczy
- założenie łyżki tylnej (operator umieszcza jedną dłoń pod główką i przesuwa zakrzywione ramię między palcami, przesuwając główkę płodu)
- umieszczenie łyżki przedniej (bezpośrednio do policzka przed przednim uchem)
- zamknięcie kleszczy
- sprawdzenie ułożenia kleszczy
- wytoczenie główki, bez rotacji, wzdłuż osi długiej macicy[3]